# Велосипедная втулка
Ступица велосипедного колеса (разг. втулка) — центральная деталь колеса, которая вращается вокруг неподвижной оси на подшипниках.

## Конструкция
Классическая втулка состоит из корпуса с фланцами, к которым крепятся спицы колёс. В торцах корпуса запрессованы чашки, куда вставляются подшипники. Чаще всего используются насыпные шарикоподшипники, открытые подшипники с сепаратором, а иногда и подшипники закрытого типа (промышленные подшипники). Подшипники крепятся к оси конусами, которые подтягиваются и фиксируются контргайками. Ободья колёс крепятся, как правило, посредством спиц, но в особых конструкциях могут крепиться и с помощью лопастей, дисков и т.п.

## Виды втулок

### Передняя
Классическая передняя втулка по конструкции предельно простая, поскольку всё, что от неё требуется — вращение колеса. На некоторых втулках с левой стороны имеется крепление для тормозного диска. Некоторые передние втулки объединены с электрогенератором (динамо-втулка). Передние втулки некоторых моделей электровелосипедов объединены с электромотором.

### Задняя
Задняя втулка (англ. freehub) имеет более сложную конструкцию, поскольку является частью трансмиссии. Если с правой стороны имеется резьба, то такая втулка предназначена для установки трещотки — системы задних звёзд с обгонной муфтой. Втулка под установку кассеты имеет прикреплённую полым болтом трещотку в виде шлицевого барабана, на который надеваются задние звёзды. Такая система гораздо надёжнее, чем трещотка, и при износе звёзд вам не нужно менять весь механизм трещотки, так как он находится внутри барабана втулки. С левой стороны у некоторых моделей может иметься крепление для тормозного диска. Задние втулки некоторых моделей электровелосипедов объединены с электромотором.
В дорожных велосипедах (в том числе производства СССР) часто применялись немецкие тормозные втулки типа «Торпедо» со встроенным тормозным механизмом (англ. Coaster brake). На современных дорожных и детских велосипедах, особенно бюджетных, часто встречаются более дешёвые варианты исполнения втулок «Торпедо» с несколько иной конструкцией привода и тормозного механизма, как правило, более упрощённой и низкокачественной. 
Торможение велосипеда, оборудованного втулкой «Торпедо», осуществляется путём вращения педалей назад. Главными недостатками такой втулки является полное лишение возможности тормозить в случае спадания или обрыва цепи (при отсутствии дополнительного ручного тормоза), а также несовместимость со внешними переключателями скоростей. Существуют втулки с планетарным механизмом переключения передач, но они гораздо дороже и устанавливаются на высшие модели городских и дорожных велосипедов, либо под заказ. Впрочем, вышеуказанные недостатки совершенно не препятствуют применению этого типа втулок на современных городских велосипедах ведущих производителей, а равно и на электровелосипедах.  

## Галерея

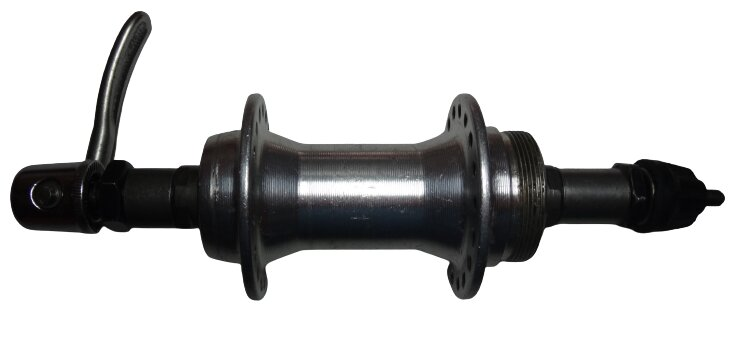
Втулка под трещотку
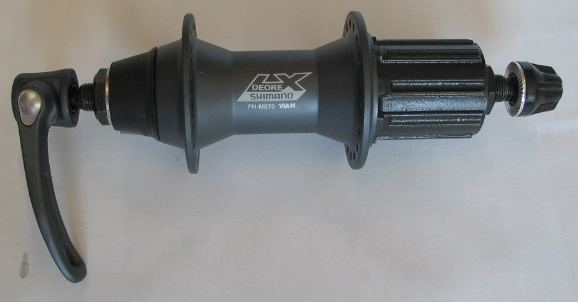
Втулка под кассету
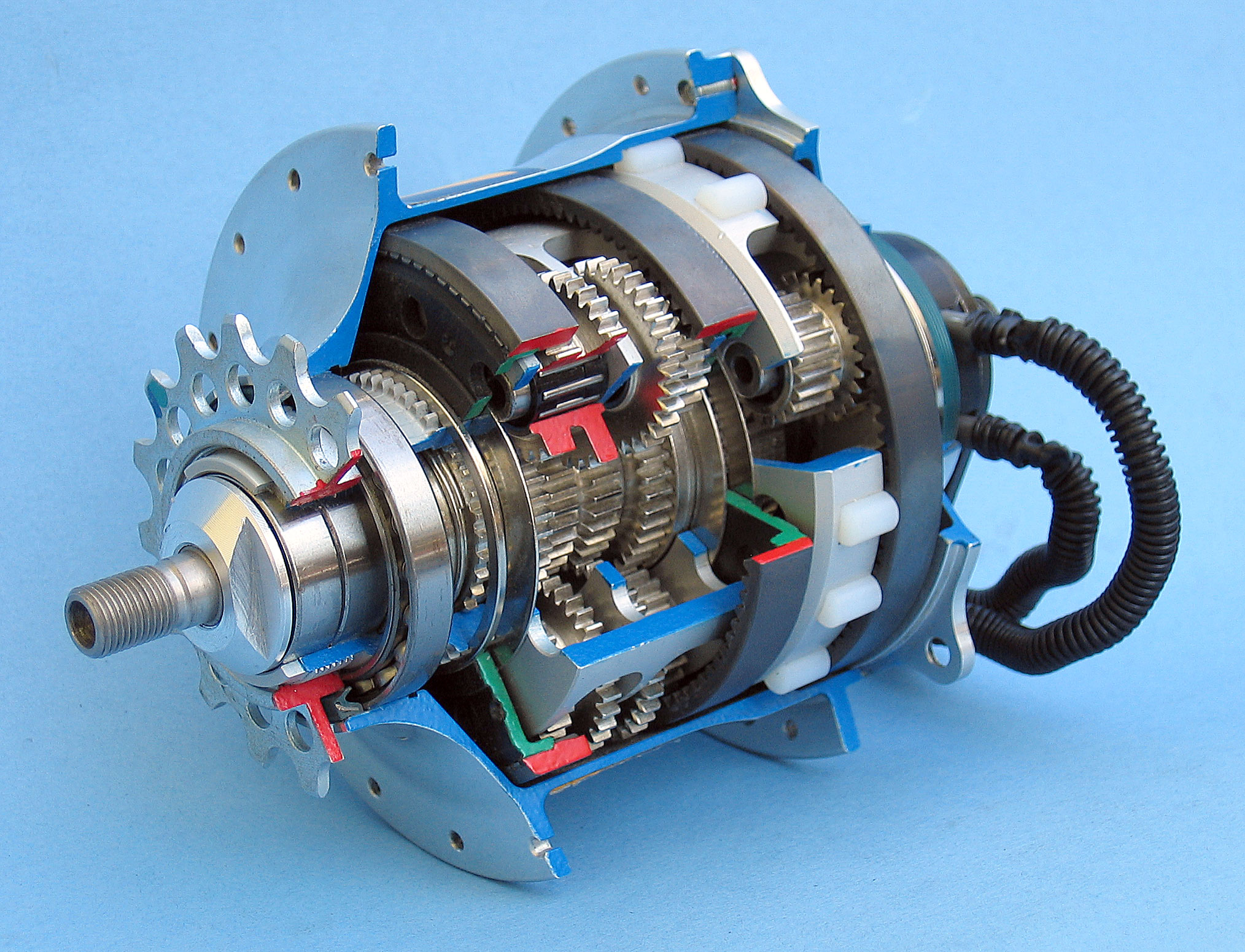
Втулка с планетарным переключателем передач
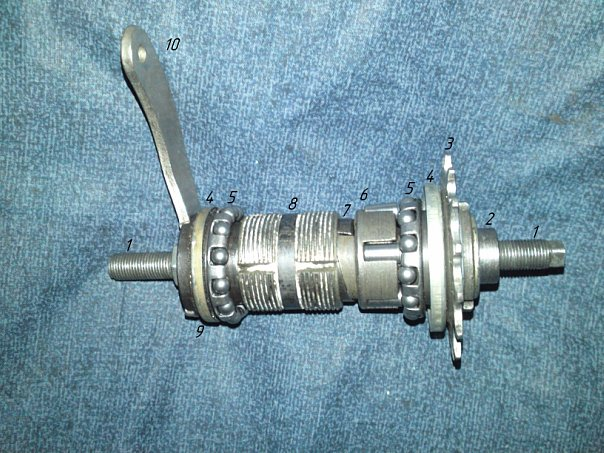
Тормозная втулка тип «Торпедо» в в сборе но без корпуса
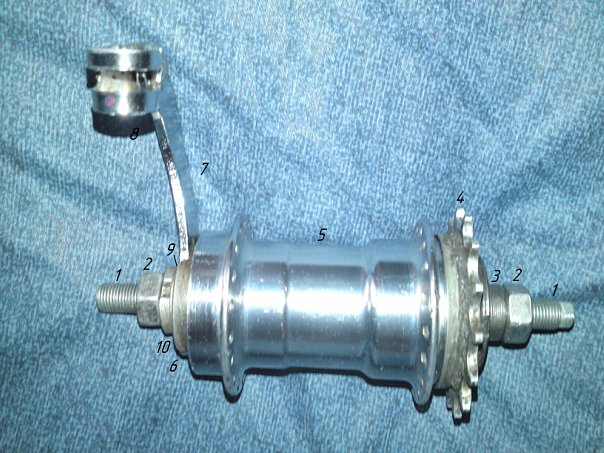
Тормозная втулка тип «Торпедо» в сборе с корпусом
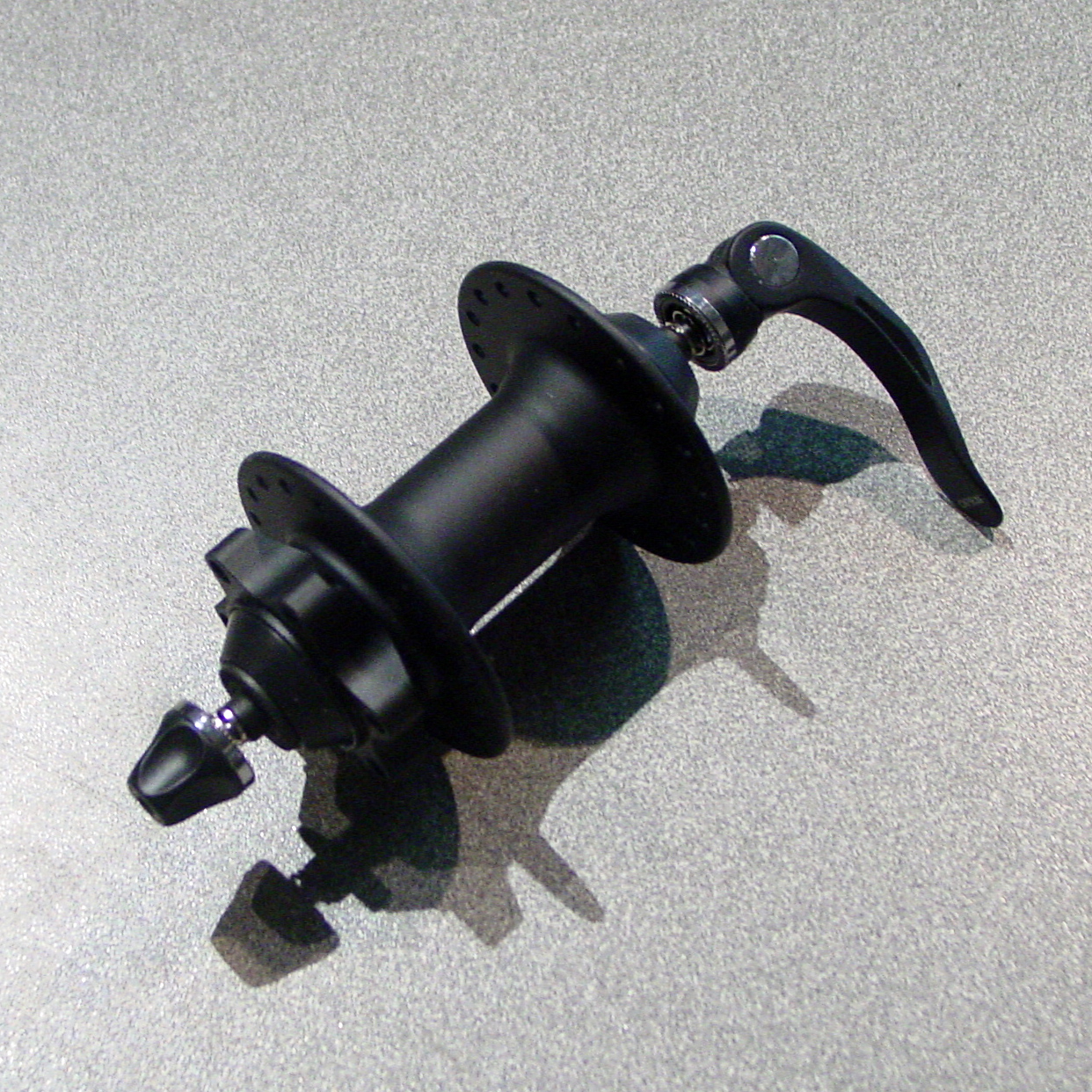
Передняя втулка с креплениями под дисковый тормоз